# Sunshine Superman
Sunshine Superman е третият албум на британския певец Донован. Издаден е в САЩ през септември 1966 г., но не се появява във Великобритания поради спор в договорните взаимоотношения. През юни 1967 г. в Обединеното кралство излиза компилация от Sunshine Superman и Mellow Yellow. Албумът носи името на хит сингъла Sunshine Superman, който е издаден в САЩ през юли 1966 г.
Тези записи обуславят промяна в музиката на Донован, представлявайки част от първата издадена психеделия. В много от песните Донован е подкрепян от цяла рок група, а инструментацията вече обхваща ситара. Тази промяна е отчасти резултат от работата с продуцента Мики Мост, чийто инстинкт към поп музиката води до хитове в класациите за много творци от това време.
Лириката на Донован все повече отразява способността му да обрисува „Суинговия Лондон“ и да предаде погледа си върху поп сцената от средата на 60-те. Известно е, че е близък до Бийтълс и Браян Джоунс по това време, и популярността му набира голяма сила след като Sunshine Superman става първенец в класациите на САЩ и хит номер 2 в Обединеното кралство.